# Psychotria chimboracensis
Psychotria chimboracensis är en måreväxtart som beskrevs av Paul Carpenter Standley. Psychotria chimboracensis ingår i släktet Psychotria och familjen måreväxter. Inga underarter finns listade i Catalogue of Life.